# برکه‌ماهی

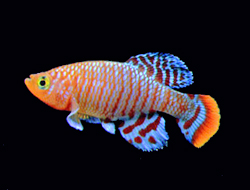
یک برکه ماهی باله آبی, Nothobranchius rachovii, از شرق آفریقا

برکه‌ماهی (به انگلیسی: Killifish) یا کپوردندان‌ های تخم‌گذار نامی کلی است برای انواع ماهی‌های کپوردندان‌ماهی‌سان تخم‌گذار.
برکه‌ماهی‌ها ۱۲۷۰ گونه مختلف را شامل می‌شوند که بزرگ‌ترین خانواده در این میان، ساده‌لبان (Aplocheilidae) هستند که بیش از ۳۲۰ گونه از آن‌ها از کپوردندان‌ های تخم‌گذارند.
برکه‌ماهی‌ها به طور عمومی ماهیان کوچک و پراستخوان بومی آب‌های شیرین آمریکا هستند و برای از بین بردن تخم پشه و غیره پرورش می‌یابند.  نام Killifish از هلندی به انگلیسی وارد شده و به معنی ماهی برکه است.

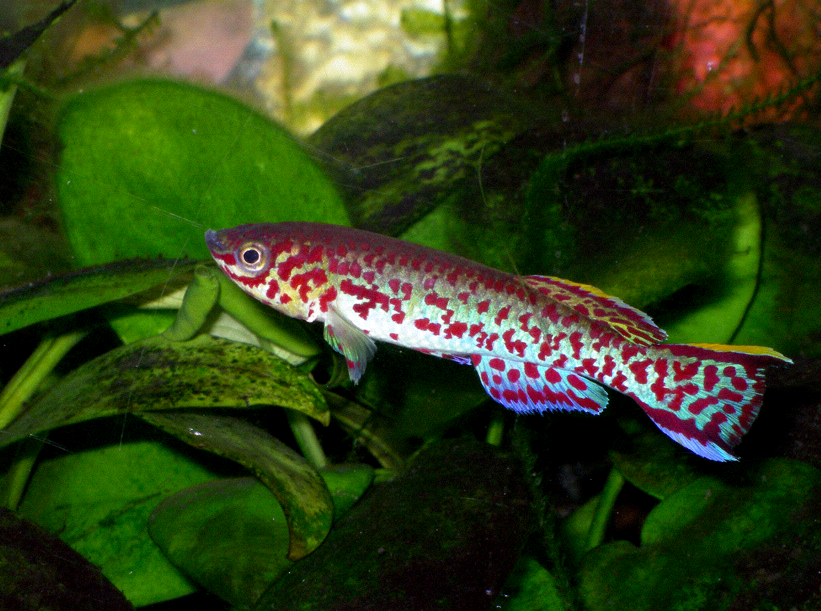
, برکه ماهی آبی، یکی از رایج ترین گونه های ماهی کشتار غرب آفریقا که در آکواریوم ها نگهداری می شود.